# 澤木麻弥
澤木 麻弥（さわき まや、1978年8月17日 - ）は、元北日本放送アナウンサー、ジョイスタッフ所属のフリーアナウンサー。新潟県三条市出身。長野県松本深志高等学校を経て法政大学社会学部卒。

## 略歴
転勤族で、小学校5年生から高校卒業まで長野県松本市で過ごす。フジテレビのドラマ「白線流し」の最終回に高校時代の同級生と共にエキストラとして出演した。
- 2000年、準ミス東京。

## 主な担当番組

### 過去
- スーパーモーニング(EX)　生コマーシャル
- Tokyoほっと情報～都議会トピックス～　(TX) キャスター、リポーター
- ザ!情報ツウ(NTV)リポーター
- ハマランチョ(tvk) コーナーリポーター
- 活き生きシニア(CTC) MC
- Home town 相模原·大和(J:COM 相模原大和)MC
- DO!WATCH!(CTC) リポーター
- info CX web (CX web) インフォメーション
- DO!カルチャー(CS)　リポーター
- M'zip! (CTC)

北日本放送
- GOGOの楽園 Loveぽけっと（KNB-TV）
- MC・リポーター・コーナー企画制作
- コンビニラジオ相本商店いらっしゃいませ～（KNB-R）アシスタント